# Commission consultative sur l'évaluation des charges
La commission consultative sur l’évaluation des charges (CCEC) a été créée par la loi du 7 janvier 1983. Elle est une formation restreinte du Comité des finances locales (CFL) chargée de contrôler le montant la compensation financière allouée aux collectivités territoriales contrepartie des transferts de compétences opérés par l'État. À chaque nouvelle loi décentralisant une compétence d'État, la CCEC est donc consultée pour vérifier du correct transfert des moyens qui étaient associés à la compétence jusqu'alors gérée par l'État.
La CCEC est également chargée d'évaluer l'impact financier des nouvelles normes législatives ou réglementaires pour les collectivités territoriales.

## Composition et fonctionnement
La commission est composée de 22 membres, associant à parité des représentants de l’État et de l’ensemble des collectivités territoriales (2 présidents de conseil régional, 4 présidents de conseil général et 5 maires dont au moins 2 présidents d'EPCI). 
Pour chaque transfert de compétences, la commission consultative sur l'évaluation des charges réunit paritairement les représentants de l'État et de la catégorie de collectivités territoriales concernée par le transfert.